# أليجانت للطيران
أليجانت للطيران شركة طيران أمريكية مقرها في لاس فيغاس , الولايات المتحدة وقد تأسست الشركة عام 1997 وحجم الأسطول 82 طائرة ووجهاتها تبلغ 109 وجهة حول الولايات المتحدة ومؤسس ورئيس الشركة هو موريس غالاغر ومطاراتها الرئيسية هي مطار اورلاندو سانفورد الدولي ومطار لوس أنجلوس الدولي ومطار ماكاران الدولي.

## الأسطول
| الطائرات                | النشاط | الأوامر | الركاب | ملاحظات |
| ----------------------- | ------ | ------- | ------ | ------- |
| إيرباص إيه 319-100      | 9      | 21      | 156    | مثال    |
| إيرباص إيه 320-200      | 15     | 4       | 177    | مثال    |
| بوينغ 757-200           | 6      | مثال    | 215    | مثال    |
| ماكدونل دوغلاس إم دي-83 | 46     | مثال    | 166    | مثال    |
| ماكدونل دوغلاس إم دي-88 | 6      | مثال    | 166    | مثال    |
| العدد النهائئ           | 82     | 25      | 880    | مثال    |